# De verleiders
De verleiders is een Nederlands theatergezelschap. Terugkerende thema's zijn verleiding en hebzucht. Pierre Bokma ontving voor zijn rol in De casanova's van de vastgoedfraude de Louis d'Or. De voorstelling won tevens de Toneel Publieksprijs. De voorstelling Door De Bank Genomen stond geprogrammeerd op Lowlands 2015. 

## Leden
- Pierre Bokma
- Victor Löw
- George van Houts
- Tom de Ket
- Leopold Witte

## Voorstellingen
| Première | Titel                               | Thema                                        | Opmerking                                                                         |
| -------- | ----------------------------------- | -------------------------------------------- | --------------------------------------------------------------------------------- |
| 2012     | De casanova's van de vastgoedfraude | vastgoedfraude                               | uitgebracht op dvd                                                                |
| 2013     | De val van een super-man            | boekhoudfraude bij Ahold                     |                                                                                   |
| 2014     | Door de bank genomen                | bancaire systeem                             |                                                                                   |
| 2016     | Slikken en stikken                  | zorgstelsel                                  |                                                                                   |
| 2017     | Stem kwijt                          | democratie                                   |                                                                                   |
| 2019     | #niksteverbergen                    | privacy                                      |                                                                                   |
| 2020     | Pandepaniek                         | coronapandemie                               | na twee try-outs afgelast vanwege de sluiting van theaters door coronamaatregelen |
| 2023     | Door de bank genomen: 10 jaar later | bancaire systeem & CBDC                      |                                                                                   |
| 2025     | Bureau Buitenschot                  | Wildgroei van consultancy's en adviesbureaus |                                                                                   |